# كأس إسكتلندا 1887–88
كأس اسكتلندا 1887–88 (بالإنجليزية: 1887–88 Scottish Cup)‏ هو موسم من كأس اسكتلندا. كان عدد الأندية المشاركة فيه 145، وفاز فيه Renton F.C. ‏.